# Ga Long Đại
Ga Long Đại là một nhà ga xe lửa tại huyện Quảng Ninh, tỉnh Quảng Bình. Nhà ga là một điểm trên tuyến đường sắt Bắc Nam tiếp nối sau ga Lệ Kỳ và trước ga Mỹ Đức.